# Léonard Albert
Pour les articles homonymes, voir Albert.
Léonard Albert (né le 8 avril 1793 à Saint-Léonard-de-Noblat en Haute-Vienne et mort le 30 avril 1875 à Limoges) est un dessinateur, graveur, lithographe, et professeur de dessin français.

## Biographie

### Jeunesse et apprentissage de l’art du dessin
Le père de Léonard Albert est originaire de Corrèze et dirige un pensionnat de garçons. Sa mère est originaire de Saint-Léonard-de-Noblat. Le père de Léonard Albert transfère à Limoges le pensionnat qu’il dirige. Dès le début de ses études, Léonard Albert se montre intéressé par les mathématiques, et il manifeste également une grande passion pour l’art du dessin, qui sera la grande occupation de sa vie. Vers 1810, Albert se rend à Paris et devient l’élève du peintre Jean-Baptiste Regnault à l’École des beaux-arts de Paris. Grâce à la protection de Regnault, le jeune homme peut, par trois fois, échapper à la conscription et au service dans les armées de Napoléon. Le projet d’Albert d’aller étudier la peinture à Rome ne peut pas se réaliser car la mère d’Albert meurt et le jeune homme doit revenir à Limoges pour aider son père à subvenir aux besoins de la famille. Dès cette époque, Albert dessine et grave des vues inspirées par les paysages et par les monuments du Limousin.

### Professeur de dessin au Collège royal
Léonard Albert, pour gagner sa vie et aider sa famille, devient professeur de dessin au Lycée de garçons de Limoges (qui est alors le Collège royal, depuis la chute de Napoléon Ier en 1815) jusqu’en 1853. Il enseigne également à l’École Normale d’instituteurs et dans divers pensionnats de jeunes gens et de jeunes filles. Il se marie en 1823, et, tout en enseignant l’art du dessin, Albert dessine et peint des portraits et des scènes religieuses jusqu’à la fin de sa vie. Il parcourt le Limousin, et il en dessine les sites et les monuments les plus remarquables comme la Vue du château de Bonneval, ou le château fort de Chalucet. Dans les dernières années du règne de Louis-Philippe, Léonard Albert entreprend de dessiner des portraits de personnalités du Limousin comme Dorat, poète grec, latin et français, ou D’Aguesseau, chancelier de France. Il publie divers traités didactiques comme un traité sur la sphère, et un traité sur la perspective. Albert a laissé le souvenir d’un homme d’humeur affable, de tempérament enjoué, d’une foi sincère. Il est mort à Limoges le 30 avril 1875.

## Œuvres
Léonard Albert est l’auteur de gravures qui présentent des vues pittoresques du Limousin, qui paraissent en plusieurs livraisons à partir de 1823, comme Lanterne des morts de Coussac-Bonneval.

## Publications
- Petit Traité de la sphère, à l'usage des jeunes personnes des deux sexes, pour servir d'introduction à l'étude de la géographie, Limoges, M. Ardant, 1822
- Petit traité de perspective pratique, Limoges, impr. de Veuve Blondel, 1842
- Galerie de portraits des personnages célèbres de l’ancienne province du Limousin, accompagnés de biographies nouvelles, Limoges, chez l'auteur, rue du Consulat, 31, 1848-1859
- Galerie de portraits des hommes illustres du département de la Corrèze, accompagnés de biographies, Limoges, impr. de Ducourtieux, 1863.